# Brouwerij Wagon
Brouwerij Wagon ook wel Brouwerij St.Joseph is een voormalige brouwerij te Wieze en was actief van 1899 tot 1950. De brouwgebouwen zijn verdwenen maar het bewaarde brouwershuis staat momenteel op de inventaris van onroerend erfgoed.

## Bieren[2]
- 1e Klas
- Bock
- Export
- Extra Stout
- Faro 1e Klas
- Helles
- L.S. Blonde
- Oudbier
- Pater 1e Klas
- Pilsen
- Pilsner Export
- Sport-Ale
- Stout
- Triple Speciale
- Wiesken